# نرخ زنده‌مانی
نرخ زنده‌مانی (به انگلیسی: Survival rate)، بخشی از تجزیه و تحلیل بقا است. درصدی از افراد در یک گروه مطالعه یا درمان است که برای مدت معینی پس از هویت‌یابی هنوز زنده هستند. این روش برای توصیف پیش‌آگاهی در شرایط خاص بیماری است. میزان زنده‌مانی می‌تواند به عنوان معیاری برای ارزیابی استانداردهای درمان استفاده شود. دوره زنده‌مانی معمولاً از تاریخ تشخیص یا شروع درمان محاسبه می‌شود. میزان زنده‌مانی برای پیش‌آگهی مهم است، اما از آنجایی که این میزان بر اساس جمعیت به‌طور کلی است، پیش‌آگهی فردی ممکن است بسته به درمان‌های جدیدتر از آخرین تجزیه و تحلیل آماری و همچنین سلامت عمومی کلی بیمار متفاوت باشد. انواع مختلفی از میزان بقا وجود دارد. آنها اغلب به عنوان نقطه پایانی آزمایشهای بالینی عمل می‌کنند و نباید با نرخ مرگ‌ومیر که یک معیار جمعیت، اشتباه گرفته شوند.